# Fox Sports
Fox Sports é um canal de televisão por assinatura estadunidense, pertencente à Fox Broadcasting Company – divisão audiovisual da Fox Corporation.
Sua programação é baseada na retransmissão de muitos eventos esportivos, distribuídos em seus seis canais temáticos. A emissora está sediada em Los Angeles, nos Estados Unidos.

## Transmissões
Tudo começou em 1994, quando o canal comprou os direitos de transmissão da National Football League (NFL – futebol americano), depois comprou os direitos da Liga Nacional de Hóquei no Gelo (NHL) para as temporadas entre 1994 e 1999. O canal televisiona a Major League Baseball (MLB) desde 1996, a Associação Nacional de Automobilismo Stock Car (NASCAR) desde 2001 e a Liga dos Campeões da UEFA desde 2010.
Em maio de 2010, a Fox transmitiu a final da Liga dos Campeões da UEFA, marcando a primeira transmissão de futebol feita pela emissora.
A Fox perdeu os direitos de transmissão do Bowl Championship Series para a ESPN em 2010.
Fox Sports é o canal exclusivo das 500 Milhas de Daytona e, em agosto 2011, a Fox Sports anunciou que tinha chegado a um acordo de transmissão de sete anos com o Ultimate Fighting Championship (UFC), que foi transmitido pela Spike TV.
De 2000 a 2006 a Fox Sports transmitiu a Série Mundial, nesse ano renovou o contrato até 2013. Em parceria com a Speed, a Fox também transmitiu o começo do Rolex 24 em Daytona e selecionou corridas de Fórmula 1 produzidas pela Speed, a começar de 2007, e também transmite duas corridas do NASCAR Camping World Truck Series por temporada que foram transmitidas da Speed, e são produzidas sob a marca Fox NASCAR.
Fox Sports começou a transmitir em alta definição em 4 de julho de 2004 com o Coke Zero 400 em Daytona. Mais tarde, as transmissões em alta definição também se estendeu à NFL e à MLB.

## Outras mídias
A News Corporation (e, subsequentemente, o 21st Century Fox) também usou o nome  Fox Sports  em seus outros recursos de mídia esportiva. Foxsports.com, um site operado pela Fox Sports Digital Media, fornece notícias esportivas on-line. O videogame de basketball  Fox Sports College Hoops '99  é publicado pela divisão Fox Interactive.